# Potopul (film din 1974)
Potopul este un film istoric polonez din 1974 regizat de Jerzy Hoffman, cu actorul Daniel Olbrychski ca aventurosulAndrzej Kmicic.
Filmul este bazat pe romanul Potopul din 1886 al scriitorului polonez Henryk Sienkiewicz. Filmul este plasat în Uniunea statală polono-lituaniană în timpul războiului polono-suedez din 1655–1660. Este format din două părți.
A fost nominalizat la Premiul Oscar pentru cel mai bun film străin.

## Distribuție
- Daniel Olbrychski - Andrzej Kmicic
- Małgorzata Braunek - Oleńka Billewiczówna
- Tadeusz Łomnicki - Michał Wołodyjowski
- Kazimierz Wichniarz - Jan Onufry Zagłoba
- Władysław Hańcza - Janusz Radziwiłł
- Leszek Teleszyński - Bogusław Radziwiłł
- Ryszard Filipski - Soroka
- Wiesława Mazurkiewicz - Aunt Kulwiecówna
- Franciszek Pieczka - Kiemlicz
- Bruno O'Ya - Józwa Butrym
- Bogusz Bilewski - Kulwiec-Hippocentaurus
- Andrzej Kozak - Rekuć Leliwa
- Stanisław Łopatowski - Ranicki
- Stanisław Michalski - Jaromir Kokosiński
- Krzysztof Kowalewski - Roch Kowalski
- Stanisław Jasiukiewicz - Augustyn Kordecki
- Wiesław Gołas - Stefan Czarniecki
- Piotr Pawłowski - Ioan Cazimir al II-lea Vasa, regele Poloniei
- Leon Niemczyk - Carol al X-lea al Suediei
- Arkadiusz Bazak - Kuklinowski
- Ferdynand Matysik - Zamoyski

## Legături externe
- Potop la Internet Movie Database
- Potop (The Deluge)(1) pe YouTube
- Potop Redivivus: How Jerzy Hoffman Adapted Henryk Sienkiewicz’s Trilogy for the Screen